# Federació de l'Esquerra Nacionalista de les Illes Balears
La Federació de l'Esquerra Nacionalista de les Illes Balears (FENIB, Federación de la Izquierda Nacionalista de las Islas Baleares) fue formada el 1989 por el Partido Socialista de Mallorca, el Partido Socialista de Menorca, el Entendimiento Nacionalista y Ecologista de Ibiza y algún grupo menor. En 1998 se disolvió y dio paso a otra federación, conocida como PSM - Entesa Nacionalista. 
También fue conocida como Federació d'Esquerres Nacionalistes (Federación de Izquierdas Nacionalistas).
- Datos: Q8960998